# 댓 서튼 에이지
댓 서튼 에이지(That Certain Age)는 미국에서 제작된 에드워드 러드윅 감독의 1938년 코미디, 뮤지컬 영화이다. 디나 더빈 등이 주연으로 출연하였고 조 패스터넉 등이 제작에 참여하였다.

## 출연

### 주연
- 디나 더빈
- 멜빈 더글라스

### 조연
- 재키 쿠퍼
- 아이린 리치
- 낸시 캐롤
- 존 핼리데이
- 잭키 셜
- 주아니타 퀴글리
- 찰스 콜맨
- 페기 스튜어트
- 그랜트 미첼
- 클레어 두 브레이
- 버디 페퍼
- 에드먼드 모티머
- 데이빗 올리버
- 베스 플라워스
- 러셀 힉스
- 론 맥칼리스터
- 맷 맥휴
- 모로니 올슨
- 아디슨 리처즈
- 롤프 세던

## 제작진
- 의상: 베라 웨스트
- 세트: 러셀 A. 고스맨
- story: F. 휴 허버트